# ۱۷۹۳ (میلادی)
۱۷۹۳ (میلادی) هزار و هفتصد و نود و سومین سال تقویم میلادی است.

## رویدادها
لویی شانزدهم پادشاه فرانسه درجریان  انقلاب کبیر فرانسه اعدام  شد

## زادگان
- ۲ مارس – ساموئل هیوستون، سیاست‌مدار و وکیل آمریکایی (د. ۱۸۶۳)
- ۴ مارس – کارل لاخمان، زبان‌شناس و مترجم آلمانی (د. ۱۸۵۱)

## درگذشتگان
- ۲۳ ژوئیه – راجر شرمن، سیاست‌مدار و وکیل آمریکایی (ز. ۱۷۲۱)
- ۲۳ دسامبر – یوهان آدولف هاسه، آهنگساز آلمانی (ز. ۱۶۹۹)